# Mon homme (film)
Mon homme è un film francese di Bertrand Blier uscito nel 1996, con Anouk Grinberg e Gérard Lanvin.

## Trama
Marie è una prostituta che una sera incontra un barbone e gli da'accoglienza nella sua casa. Lui diventa il suo protettore ma nonostante l'amore di lei per lui, viene tradita. 

## Riconoscimenti
- Festival internazionale del cinema di Berlino
1996 – Orso d'argento per la migliore attrice per Anouk Grinberg[1]